# Formula 1 – sezona 1951.
| FIA Svjetsko automobilističko prvenstvo 1951. | FIA Svjetsko automobilističko prvenstvo 1951. |
|                                               | Prvak                                         |
| --------------------------------------------- | --------------------------------------------- |
| Vozač                                         | Juan Manuel Fangio (Alfa Romeo)               |
| Prethodna sezona                              | Sljedeća sezona                               |
| 1950.                                         | 1952.                                         |

Formula 1 - sezona 1951. je bila 2. sezona u prvenstvu Formule 1. Vozilo se 8 utrka u periodu od 27. svibnja do 28. listopada 1951. godine, a prvak je postao Juan Manuel Fangio u bolidu Alfa Romeo. Ovo je bila prva sezona u Formuli 1 za Stirlinga Mossa i Jeana Behru.

## Sažetak sezone
Juan Manuel Fangio osvojio je svoj prvi naslov svjetskog prvaka u Formuli 1, pobijedivši u tri utrke ove sezone. Branitelj naslova Nino Farina s jednom pobjedom završio je na 4. mjestu. Argentinac José Froilán González ostvario je svoju prvu pobjedu na Silverstoneu na VN Velike Britanije. Bila je to ujedno i prva pobjeda za momčad Ferrari u Formuli 1. Svjetski prvak iz 1952. i 1953., Talijan Alberto Ascari ostvario je prvu pobjedu u Formuli 1 na Nürburgringu na VN Njemačke, također u bolidu Ferrarija.
Na VN Francuske, na Reims-Guexu, Luigi Fagioli u bolidu Alfa Romeo, odvozio je prvih 20 krugova. Nakon toga dao je svoj bolid Fangiu, a Fagioli je uskočio u Fangiov Alfa Romeo. Fangio je u Fagiolovom bolidu odvozio sljedećih 57 krugova i pobijedio. Tako je 8 bodova bilo podjeljeno između Fagiolija i Fangija. Fagioliju je ovo bila jedina pobjeda u Formuli 1, te je i danas najstariji vozač koji je ikad pobijedio na Velikoj nagradi.
Amerikanac Lee Wallard pobijedio je na utrci 500 milja Indianapolisa, gdje i ove godine nije bilo nijednog europskog vozača niti europske momčadi.
Uoči posljednje utrke na Pedralbesu na VN Španjolske, Fangio je imao 2 boda više od Ascarija. Ascari je osvojio prvu startnu poziciju i vodio utrku kada je njegov bolid pogodio niz mehaničkih problema, te je na kraju završio utrku tek na 4. mjestu s 2 kruga zaostatka. 

## Vozači i konstruktori
| Alfa Romeo                                                         | Alfa Romeo SpA              | Alfa Romeo 158/159                | Alfa Romeo 158 1.5 L8s | P   | Nino Farina                | 1, 3–8       |
| Alfa Romeo                                                         | Alfa Romeo SpA              | Alfa Romeo 158/159                | Alfa Romeo 158 1.5 L8s | P   | Juan Manuel Fangio         | 1, 3–8       |
| Alfa Romeo                                                         | Alfa Romeo SpA              | Alfa Romeo 158/159                | Alfa Romeo 158 1.5 L8s | P   | Toulo de Graffenried       | 1, 7–8       |
| Alfa Romeo                                                         | Alfa Romeo SpA              | Alfa Romeo 158/159                | Alfa Romeo 158 1.5 L8s | P   | Consalvo Sanesi            | 1, 3–5       |
| Alfa Romeo                                                         | Alfa Romeo SpA              | Alfa Romeo 158/159                | Alfa Romeo 158 1.5 L8s | P   | Luigi Fagioli              | 4            |
| Alfa Romeo                                                         | Alfa Romeo SpA              | Alfa Romeo 158/159                | Alfa Romeo 158 1.5 L8s | P   | Felice Bonetto             | 5–8          |
| Alfa Romeo                                                         | Alfa Romeo SpA              | Alfa Romeo 158/159                | Alfa Romeo 158 1.5 L8s | P   | Paul Pietsch               | 6            |
| Ferrari                                                            | Scuderia Ferrari            | Ferrari 375                       | Ferrari 375 4.5 V12    | P E | Luigi Villoresi            | 1, 3–8       |
| Ferrari                                                            | Scuderia Ferrari            | Ferrari 375                       | Ferrari 375 4.5 V12    | P E | Alberto Ascari             | 1, 3–8       |
| Ferrari                                                            | Scuderia Ferrari            | Ferrari 375                       | Ferrari 375 4.5 V12    | P E | Piero Taruffi              | 1, 3, 6–8    |
| Ferrari                                                            | Scuderia Ferrari            | Ferrari 375                       | Ferrari 375 4.5 V12    | P E | José Froilán González      | 4–8          |
| Ferrari                                                            | Ecurie Espadon              | Ferrari 212                       | Ferrari 212 2.5 V12    | P   | Rudi Fischer               | 1, 6–7       |
| Ferrari                                                            | Peter Whitehead             | Ferrari 125                       | Ferrari 125 1.5 V12s   | D   | Peter Whitehead            | 1            |
| Ferrari                                                            | Graham Whitehead            | Ferrari 125                       | Ferrari 125 1.5 V12s   | D   | Peter Whitehead            | 4            |
| Ferrari                                                            | GA Vandervell               | Ferrari 375 tw                    | Ferrari 375 4.5 V12    | P   | Reg Parnell                | 4            |
| Ferrari                                                            | GA Vandervell               | Ferrari 375 tw                    | Ferrari 375 4.5 V12    | P   | Peter Whitehead            | 5            |
| Ferrari                                                            | Francisco Landi             | Ferrari 375                       | Ferrari 375 4.5 V12    | P   | Chico Landi                | 7            |
| Talbot-Lago                                                        | Ecurie Belge                | Talbot-Lago T26C                  | Talbot 23CV 4.5 L6     | D   | Johnny Claes               | 1, 3–8       |
| Talbot-Lago                                                        | Philippe Étancelin          | Talbot-Lago T26C                  | Talbot 23CV 4.5 L6     | D   | Philippe Étancelin         | 1, 3–4, 6, 8 |
| Talbot-Lago                                                        | Yves Giraud-Cabantous       | Talbot-Lago T26C                  | Talbot 23CV 4.5 L6     | D   | Yves Giraud-Cabantous      | 1, 3–4, 6–8  |
| Talbot-Lago                                                        | Yves Giraud-Cabantous       | Talbot-Lago T26C                  | Talbot 23CV 4.5 L6     | D   | Guy Mairesse               | 1, 4         |
| Talbot-Lago                                                        | Ecurie Rosier               | Talbot-Lago T26C                  | Talbot 23CV 4.5 L6     | D   | Louis Rosier               | 1, 3–8       |
| Talbot-Lago                                                        | Ecurie Rosier               | Talbot-Lago T26C                  | Talbot 23CV 4.5 L6     | D   | Henri Louveau              | 1            |
| Talbot-Lago                                                        | Ecurie Rosier               | Talbot-Lago T26C                  | Talbot 23CV 4.5 L6     | D   | Louis Chiron               | 3–8          |
| Talbot-Lago                                                        | José Froilán González       | Talbot-Lago T26C                  | Talbot 23CV 4.5 L6     | D   | José Froilán González      | 1            |
| Talbot-Lago                                                        | Ecurie Belgique             | Talbot-Lago T26C                  | Talbot 23CV 4.5 L6     | D   | André Pilette              | 3            |
| Talbot-Lago                                                        | Ecurie Belgique             | Talbot-Lago T26C                  | Talbot 23CV 4.5 L6     | D   | Jacques Swaters            | 6–7          |
| Talbot-Lago                                                        | Pierre Levegh               | Talbot-Lago T26C                  | Talbot 23CV 4.5 L6     | D   | Pierre Levegh              | 3, 6–7       |
| Talbot-Lago                                                        | Eugène Chaboud              | Talbot-Lago T26C                  | Talbot 23CV 4.5 L6     | D   | Eugène Chaboud             | 4            |
| Talbot-Lago                                                        | Duncan Hamilton             | Talbot-Lago T26C                  | Talbot 23CV 4.5 L6     | D   | Duncan Hamilton            | 5–6          |
| Talbot-Lago                                                        | Georges Grignard            | Talbot-Lago T26C                  | Talbot 23CV 4.5 L6     | D   | Georges Grignard           | 8            |
| Maserati                                                           | Enrico Platé                | Maserati 4CLT/48                  | Maserati 4CLT 1.5 L4s  | P   | Louis Chiron               | 1            |
| Maserati                                                           | Enrico Platé                | Maserati 4CLT/48                  | Maserati 4CLT 1.5 L4s  | P   | Harry Schell               | 1, 4         |
| Maserati                                                           | Enrico Platé                | Maserati 4CLT/48                  | Maserati 4CLT 1.5 L4s  | P   | Toulo de Graffenried       | 4, 6         |
| Maserati                                                           | Scuderia Ambrosiana         | Maserati 4CLT/48                  | Maserati 4CLT 1.5 L4s  | D   | David Murray               | 5–6          |
| Maserati                                                           | John James                  | Maserati 4CLT/48                  | Maserati 4CLT 1.5 L4s  | D   | John James                 | 5            |
| Maserati                                                           | Philip Fotheringham-Parker  | Maserati 4CL                      | Maserati 4CLT 1.5 L4s  | D   | Philip Fotheringham-Parker | 5            |
| Maserati                                                           | Antonio Branca              | Maserati 4CLT/48                  | Maserati 4CLT 1.5 L4s  | P   | Toni Branca                | 6            |
| HWM-Alta                                                           | Hersham and Walton Motors   | HWM 51                            | Alta 2.0 L4s           | D   | George Abecassis           | 1            |
| HWM-Alta                                                           | Hersham and Walton Motors   | HWM 51                            | Alta 2.0 L4s           | D   | Stirling Moss              | 1            |
| Veritas                                                            | Peter Hirt                  | Veritas Meteor                    | Veritas 2.0 L6         | P   | Peter Hirt                 | 1            |
| Simca-Gordini                                                      | Equipe Gordini              | Simca-Gordini 15 Simca-Gordini 11 | Gordini 15C 1.5 L4s    | E   | Robert Manzon              | 4, 6–8       |
| Simca-Gordini                                                      | Equipe Gordini              | Simca-Gordini 15 Simca-Gordini 11 | Gordini 15C 1.5 L4s    | E   | Maurice Trintignant        | 4, 6, 8      |
| Simca-Gordini                                                      | Equipe Gordini              | Simca-Gordini 15 Simca-Gordini 11 | Gordini 15C 1.5 L4s    | E   | André Simon                | 4, 6–8       |
| Simca-Gordini                                                      | Equipe Gordini              | Simca-Gordini 15 Simca-Gordini 11 | Gordini 15C 1.5 L4s    | E   | Aldo Gordini               | 4            |
| Maserati-Speluzzi                                                  | Scuderia Milano             | Maserati 4CLT/50 Maserati 4CLT/48 | Speluzzi 1.5 L4s       | P   | Onofre Marimón             | 4            |
| Maserati-Speluzzi                                                  | Scuderia Milano             | Maserati 4CLT/50 Maserati 4CLT/48 | Speluzzi 1.5 L4s       | P   | Paco Godia                 | 8            |
| Maserati-Speluzzi                                                  | Scuderia Milano             | Maserati 4CLT/50 Maserati 4CLT/48 | Speluzzi 1.5 L4s       | P   | Juan Jover                 | 8            |
| Alta                                                               | Joe Kelly                   | Alta GP                           | Alta 1.5 L4s           | D   | Joe Kelly                  | 5            |
| BRM                                                                | BRM Ltd                     | BRM P15                           | BRM P15 1.5 V16s       | D   | Reg Parnell                | 5, 7         |
| BRM                                                                | BRM Ltd                     | BRM P15                           | BRM P15 1.5 V16s       | D   | Peter Walker               | 5            |
| BRM                                                                | BRM Ltd                     | BRM P15                           | BRM P15 1.5 V16s       | D   | Ken Richardson             | 7            |
| BRM                                                                | BRM Ltd                     | BRM P15                           | BRM P15 1.5 V16s       | D   | Hans Stuck                 | 7            |
| ERA                                                                | Bob Gerard                  | ERA B-Type                        | ERA 1.5 L6s            | D   | Bob Gerard                 | 5            |
| ERA                                                                | Brian Shawe-Taylor          | ERA B-Type                        | ERA 1.5 L6s            | D   | Brian Shawe-Taylor         | 5            |
| OSCA                                                               | OSCA Automobili             | OSCA 4500G                        | OSCA 4500 4.5 V12      | P   | Franco Rol                 | 7            |
| Maserati-OSCA                                                      | Birabongse Bhanudej         | Maserati 4CLT/48                  | OSCA 4500 4.5 V12      | P   | Prince Bira                | 8            |
| Vozači i konstruktori koji su nastupali na 500 milja Indianapolisa |                             |                                   |                        |     |                            |              |
| Kurtis Kraft-Offenhauser                                           | Belanger Motors             | Kurtis                            | Offenhauser 4.5 L4     | F   | Lee Wallard                | 2            |
| Kurtis Kraft-Offenhauser                                           | Jim Robbins                 | Kurtis                            | Offenhauser 4.5 L4     | F   | Mike Nazaruk               | 2            |
| Kurtis Kraft-Offenhauser                                           | Hinkle                      | Kurtis Kraft 3000                 | Offenhauser 4.5 L4     | F   | Jack McGrath               | 2            |
| Kurtis Kraft-Offenhauser                                           | Hinkle                      | Kurtis Kraft 3000                 | Offenhauser 4.5 L4     | F   | Manny Ayulo                | 2            |
| Kurtis Kraft-Offenhauser                                           | Automobile Shippers         | Kurtis Kraft 3000                 | Offenhauser 4.5 L4     | F   | Carl Folberg               | 2            |
| Kurtis Kraft-Offenhauser                                           | Brown Motor Co.             | Kurtis Kraft 2000                 | Offenhauser 4.5 L4     | F   | Gene Force                 | 2            |
| Kurtis Kraft-Offenhauser                                           | Chapman                     | Kurtis Kraft 2000                 | Offenhauser 4.5 L4     | F   | Bill Schindler             | 2            |
| Kurtis Kraft-Offenhauser                                           | Schmidt                     | Kurtis Kraft 3000                 | Offenhauser 4.5 L4     | F   | Sam Hanks                  | 2            |
| Kurtis Kraft-Offenhauser                                           | Granatelli-Bardahl          | Kurtis Kraft 3000                 | Offenhauser 4.5 L4     | F   | Fred Agabashian            | 2            |
| Kurtis Kraft-Offenhauser                                           | McNamara                    | Kurtis Kraft 2000                 | Offenhauser 4.5 L4     | F   | Carl Scarborough           | 2            |
| Kurtis Kraft-Offenhauser                                           | Wynn's Friction Proofing    | Kurtis Kraft 3000                 | Offenhauser 4.5 L4     | F   | Johnnie Parsons            | 2            |
| Kurtis Kraft-Offenhauser                                           | John Zink                   | Kurtis Kraft 3000                 | Offenhauser 4.5 L4     | F   | Cecil Green                | 2            |
| Kurtis Kraft-Offenhauser                                           | Agajanian Featherweight     | Kurtis Kraft 2000                 | Offenhauser 4.5 L4     | F   | Troy Ruttman               | 2            |
| Kurtis Kraft-Offenhauser                                           | Federal Engineering         | Kurtis Kraft 3000                 | Offenhauser 4.5 L4     | F   | Walt Brown                 | 2            |
| Kurtis Kraft-Offenhauser                                           | Morris                      | Kurtis Kraft 2000                 | Offenhauser 4.5 L4     | F   | Cliff Griffith             | 2            |
| Kurtis Kraft-Novi                                                  | Novi Purelube               | Kurtis                            | Novi 3.0 L8C           | F   | Duke Nalon                 | 2            |
| Kurtis Kraft-Novi                                                  | Novi Purelube               | Kurtis                            | Novi 3.0 L8C           | F   | Chet Miller                | 2            |
| Deidt-Offenhauser                                                  | Mobilgas                    | Deidt                             | Offenhauser 4.5 L4     | F   | Duane Carter               | 2            |
| Deidt-Offenhauser                                                  | Mobiloil                    | Deidt                             | Offenhauser 4.5 L4     | F   | Tony Bettenhausen          | 2            |
| Deidt-Offenhauser                                                  | Pennzoil                    | Deidt                             | Offenhauser 4.5 L4     | F   | Mauri Rose                 | 2            |
| Deidt-Offenhauser                                                  | Tuffanelli-Derrico          | Deidt                             | Offenhauser 4.5 L4     | F   | Mack Hellings              | 2            |
| Schroeder-Offenhauser                                              | Blakely Oil                 | Schroeder                         | Offenhauser 4.5 l4     | F   | Bobby Ball                 | 2            |
| Schroeder-Offenhauser                                              | Brown Motor Co.             | Schroeder                         | Offenhauser 4.5 l4     | F   | Duke Dinsmore              | 2            |
| Silnes-Sherman-Offenhauser                                         | Leitenberger                | Silnes                            | Offenhauser 4.5 L4     | F   | Andy Linden                | 2            |
| Moore-Offenhauser                                                  | Blue Crown Spark Plug       | Moore                             | Offenhauser 4.5 L4     | F   | Henry Banks                | 2            |
| Kuzma-Offenhauser                                                  | Agajanian Grant Piston Ring | Kuzma                             | Offenhauser 4.5 L4     | F   | Walt Faulkner              | 2            |
| Silnes-Pawl-Offenhauser                                            | Parks                       | Silnes                            | Offenhauser 4.5 L4     | F   | Jimmy Davies               | 2            |
| Stevens-Offenhauser                                                | Karl Hall                   | Stevens                           | Offenhauser 4.5 L4     | F   | Bill Mackey                | 2            |
| Marchese-Offenhauser                                               | Bardahl                     | Marchese                          | Offenhauser 4.5 L4     | F   | Chuck Stevenson            | 2            |
| Bromme-Offenhauser                                                 | Deck Manufacturing Co.      | Bromme                            | Offenhauser 4.5 L4     | F   | Rodger Ward                | 2            |
| Trevis-Offenhauser                                                 | Central Excavating          | Trevis                            | Offenhauser 4.5 L4     | F   | Bill Vukovich              | 2            |
| Lesovsky-Offenhauser                                               | Blue Crown Spark Plug       | Lesovky                           | Offenhauser 4.5 L4     | F   | George Connor              | 2            |
| Maserati-Offenhauser                                               | W & J                       | Maserati 8CTF                     | Offenhauser 4.5 L4     | F   | Johnny McDowell            | 2            |
| Watson-Offenhauser                                                 | Bob Estes Lincoln-Mercury   | Watson                            | Offenhauser 4.5 L4     | F   | Joe James                  | 2            |

## Kalendar
| 1                                                          | 2                                                         | 3                                                  | 4                                                    |
| ---------------------------------------------------------- | --------------------------------------------------------- | -------------------------------------------------- | ---------------------------------------------------- |
| Velika nagrada Švicarske XI Grosser Preis der Schweiz      | 500 milja Indianapolisa XXXV 500 Mile Race                | Velika nagrada Belgije XIII Grand Prix de Belgique | Velika nagrada Francuske XXXVIII Grand Prix de l'ACF |
|                                                            |                                                           |                                                    |                                                      |
| Staza: Bremgarten                                          | Staza: Indianapolis                                       | Staza: Spa-Francorchamps                           | Staza: Reims-Gueux                                   |
| Mjesto: Bern, Švicarska                                    | Mjesto: Speedway, Indiana, SAD                            | Mjesto: Stavelot, Belgija                          | Mjesto: Gueux, Francuska                             |
| Datum: 25. – 27. svibnja                                   | Datum: 12. – 30. svibnja                                  | Datum: 15. – 17. lipnja                            | Datum: 29. lipnja – 1. srpnja                        |
| Dužina staze: 7,280 km                                     | Dužina staze: 4,023 km                                    | Dužina staze: 14,120 km                            | Dužina staze: 7,816 km                               |
| Broj krugova: 42                                           | Broj krugova: 200                                         | Broj krugova: 36                                   | Broj krugova: 77                                     |
| Vrijeme na dan utrke:                                      | Vrijeme na dan utrke:                                     | Vrijeme na dan utrke:                              | Vrijeme na dan utrke:                                |
| 5                                                          | 6                                                         | 7                                                  | 8                                                    |
| Velika nagrada Velike Britanije IV RAC Grand Prix d'Europe | Velika nagrada Njemačke XIV Grosser Preis von Deutschland | Velika nagrada Italije XXII Gran Premio d'Italia   | Velika nagrada Španjolske XI Gran Premio de España   |
|                                                            |                                                           |                                                    |                                                      |
| Staza: Silverstone                                         | Staza: Nürburgring                                        | Staza: Monza                                       | Staza: Pedralbes                                     |
| Mjesto: Silverstone, Ujedinjeno Kraljevstvo                | Mjesto: Nürburg, Njemačka                                 | Mjesto: Monza, Italija                             | Mjesto: Barcelona, Španjolska                        |
| Datum: 12. – 14. srpnja                                    | Datum: 27. – 29. srpnja                                   | Datum: 14. – 16. rujna                             | Datum: 26. – 28. listopada                           |
| Dužina staze: 4,649 km                                     | Dužina staze: 22,810 km                                   | Dužina staze: 6,300 km                             | Dužina staze: 6,316 km                               |
| Broj krugova: 90                                           | Broj krugova: 20                                          | Broj krugova: 80                                   | Broj krugova: 70                                     |
| Vrijeme na dan utrke:                                      | Vrijeme na dan utrke:                                     | Vrijeme na dan utrke:                              | Vrijeme na dan utrke:                                |

## Utrke
| Rd | Velika nagrada                  | Prvo startno mjesto   | Pobjednik vozač                  | Pobjednik konstruktor    |
| -- | ------------------------------- | --------------------- | -------------------------------- | ------------------------ |
| 1  | Velika nagrada Švicarske        | Juan Manuel Fangio    | Juan Manuel Fangio               | Alfa Romeo               |
| 2  | 500 milja Indianapolisa         | Duke Nalon            | Lee Wallard                      | Kurtis Kraft-Offenhauser |
| 3  | Velika nagrada Belgije          | Juan Manuel Fangio    | Nino Farina                      | Alfa Romeo               |
| 4  | Velika nagrada Francuske        | Juan Manuel Fangio    | Luigi Fagioli Juan Manuel Fangio | Alfa Romeo               |
| 5  | Velika nagrada Velike Britanije | José Froilán González | José Froilán González            | Ferrari                  |
| 6  | Velika nagrada Njemačke         | Alberto Ascari        | Alberto Ascari                   | Ferrari                  |
| 7  | Velika nagrada Italije          | Juan Manuel Fangio    | Alberto Ascari                   | Ferrari                  |
| 8  | Velika nagrada Španjolske       | Alberto Ascari        | Juan Manuel Fangio               | Alfa Romeo               |

## Sistem bodovanja
Sistem bodovanja u Formuli 1
| Mjesto       | Bodovi |
| ------------ | ------ |
| 1.           | 8      |
| 2.           | 6      |
| 3.           | 4      |
| 4.           | 3      |
| 5.           | 2      |
| Najbrži krug | 1      |

- Samo 4 najbolja rezultata u 8 utrka su se računala za prvenstvo vozača.

## Rezultati utrka
| Poz. | Br. | Vozač                | Konstruktor | Vrijeme           | Grid | Bodovi |
| ---- | --- | -------------------- | ----------- | ----------------- | ---- | ------ |
| 1.   | 24  | Juan Manuel Fangio   | Alfa Romeo  | 2 h 7 min 53,64 s | 1.   | 9      |
| 2.   | 44  | Piero Taruffi        | Ferrari     | + 55,24 s         | 6.   | 6      |
| 3.   | 22  | Nino Farina          | Alfa Romeo  | + 1 min 19,31 s   | 2.   | 4      |
| 4.   | 28  | Consalvo Sanesi      | Alfa Romeo  | + 1 krug          | 4.   | 3      |
| 5.   | 26  | Toulo de Graffenried | Alfa Romeo  | + 2 kruga         | 5.   | 2      |

| Najbrži krug | Juan Manuel Fangio - 2 min 51,1 s |

| Poz. | Br. | Vozač                    | Konstruktor              | Vrijeme            | Grid | Bodovi |
| ---- | --- | ------------------------ | ------------------------ | ------------------ | ---- | ------ |
| 1.   | 99  | Lee Wallard              | Kurtis Kraft-Offenhauser | 3 h 57 min 38,05 s | 2.   | 9      |
| 2.   | 83  | Mike Nazaruk             | Kurtis Kraft-Offenhauser | + 1 min 47,24 s    | 7.   | 6      |
| 3.   | 9   | Jack McGrath Manny Ayulo | Kurtis Kraft-Offenhauser | + 2 min 51,39 s    | 3.   | 2      |
| 4.   | 57  | Andy Linden              | Sherman-Offenhauser      | + 4 min 40,12 s    | 31.  | 3      |
| 5.   | 52  | Bobby Ball               | Schroeder-Offenhauser    | + 4 min 52,23 s    | 29.  | 2      |

| Najbrži krug | Lee Wallard - 1 min 7,26 s |

| Poz | Br. | Vozač                 | Konstruktor        | Vrijeme           | Grid | Bodovi |
| --- | --- | --------------------- | ------------------ | ----------------- | ---- | ------ |
| 1.  | 4   | Nino Farina           | Alfa Romeo         | 2 h 45 min 46,2 s | 2.   | 8      |
| 2.  | 8   | Alberto Ascari        | Ferrari            | + 2 min 51,0 s    | 4.   | 6      |
| 3.  | 10  | Luigi Villoresi       | Ferrari            | + 4 min 21,9 s    | 3.   | 4      |
| 4.  | 14  | Louis Rosier          | Talbot-Lago-Talbot | + 2 kruga         | 7.   | 3      |
| 5.  | 22  | Yves Giraud-Cabantous | Talbot-Lago-Talbot | + 2 kruga         | 8.   | 2      |

| Najbrži krug | Juan Manuel Fangio - 4 min 22,1 s |

| Poz. | Br. | Vozač                                | Konstruktor | Vrijeme           | Grid | Bodovi |
| ---- | --- | ------------------------------------ | ----------- | ----------------- | ---- | ------ |
| 1.   | 8   | Luigi Fagioli Juan Manuel Fangio     | Alfa Romeo  | 3 h 22 min 11,0 s | 7.   | 4 5    |
| 2.   | 14  | José Froilán González Alberto Ascari | Ferrari     | + 58,2 s          | 6.   | 3      |
| 3.   | 10  | Luigi Villoresi                      | Ferrari     | + 3 kruga         | 4.   | 4      |
| 4.   | 26  | Reg Parnell                          | Ferrari     | + 4 kruga         | 9.   | 3      |
| 5.   | 2   | Nino Farina                          | Alfa Romeo  | + 4 kruga         | 2.   | 2      |

| Najbrži krug | Juan Manuel Fangio - 2 min 27,8 s |

| Poz. | Br. | Vozač                 | Konstruktor | Vrijeme           | Grid | Bodovi |
| ---- | --- | --------------------- | ----------- | ----------------- | ---- | ------ |
| 1.   | 12  | José Froilán González | Ferrari     | 2 h 42 min 18,2 s | 1.   | 8      |
| 2.   | 2   | Juan Manuel Fangio    | Alfa Romeo  | + 51,0 s          | 2.   | 6      |
| 3.   | 10  | Luigi Villoresi       | Ferrari     | + 2 kruga         | 5.   | 4      |
| 4.   | 4   | Felice Bonetto        | Alfa Romeo  | + 3 kruga         | 7.   | 3      |
| 5.   | 6   | Reg Parnell           | BRM         | + 5 krugova       | 20.  | 2      |

| Najbrži krug | Nino Farina - 1 min 44,0 s |

| Poz. | Br. | Vozač                 | Konstruktor | Vrijeme          | Grid | Bodovi |
| ---- | --- | --------------------- | ----------- | ---------------- | ---- | ------ |
| 1.   | 71  | Alberto Ascari        | Ferrari     | 3 h 23 min 3,3 s | 1.   | 8      |
| 2.   | 75  | Juan Manuel Fangio    | Alfa Romeo  | + 30,5 s         | 3.   | 7      |
| 3.   | 74  | José Froilán González | Ferrari     | + 4 min 39,0 s   | 2.   | 4      |
| 4.   | 72  | Luigi Villoresi       | Ferrari     | + 5 min 50,2 s   | 5.   | 3      |
| 5.   | 73  | Piero Taruffi         | Ferrari     | + 7 min 49,1 s   | 6.   | 2      |

| Najbrži krug | Juan Manuel Fangio - 9 min 55,8 s |

| Poz. | Br. | Vozač                      | Konstruktor | Vrijeme           | Grid | Bodovi |
| ---- | --- | -------------------------- | ----------- | ----------------- | ---- | ------ |
| 1.   | 2   | Alberto Ascari             | Ferrari     | 2 h 42 min 39,3 s | 3.   | 8      |
| 2.   | 6   | José Froilán González      | Ferrari     | + 24,6 s          | 4.   | 6      |
| 3.   | 40  | Felice Bonetto Nino Farina | Alfa Romeo  | + 1 krug          | 7.   | 2 3    |
| 4.   | 4   | Luigi Villoresi            | Ferrari     | + 1 krug          | 5.   | 3      |
| 5.   | 8   | Piero Taruffi              | Ferrari     | + 2 kruga         | 6.   | 2      |

| Najbrži krug | Nino Farina - 1 min 56,5 s |

| Poz. | Br. | Vozač                 | Konstruktor | Vrijeme            | Grid | Bodovi |
| ---- | --- | --------------------- | ----------- | ------------------ | ---- | ------ |
| 1.   | 22  | Juan Manuel Fangio    | Alfa Romeo  | 2 h 46 min 54,10 s | 2.   | 9      |
| 2.   | 6   | José Froilán González | Ferrari     | + 54,28 s          | 3.   | 6      |
| 3.   | 20  | Nino Farina           | Alfa Romeo  | + 1 min 45,54 s    | 4.   | 4      |
| 4.   | 2   | Alberto Ascari        | Ferrari     | + 2 kruga          | 1.   | 3      |
| 5.   | 24  | Felice Bonetto        | Alfa Romeo  | + 2 kruga          | 8.   | 2      |

| Najbrži krug | Juan Manuel Fangio - 2 min 16,93 s |

## Poredak vozača
| Mjesto | Vozač                 | Bodovi |   |   |   |   |   |   |   |   |
| ------ | --------------------- | ------ | - | - | - | - | - | - | - | - |
| 1.     | Juan Manuel Fangio    | 31     | 9 |   | 1 | 5 | 6 | 7 | – | 9 |
| 2.     | Alberto Ascari        | 25     | – |   | 6 | 3 | – | 8 | 8 | 3 |
| 3.     | José Froilán González | 24     | – |   | – | 3 | 8 | 4 | 6 | 6 |
| 4.     | Nino Farina           | 19     | 4 |   | 8 | 2 | 1 | – | 3 | 4 |
| 5.     | Luigi Villoresi       | 15     | – |   | 4 | 4 | 4 | 3 | 3 | – |
| 6.     | Piero Taruffi         | 10     | 6 |   | – | – |   | 2 | 2 | – |
| 7.     | Lee Wallard           | 9      |   | 9 |   |   |   |   |   |   |
| 8.     | Felice Bonetto        | 7      |   |   |   |   | 3 | – | 2 | 2 |
| 9.     | Mike Nazaruk          | 6      |   | 6 |   |   |   |   |   |   |
| 10.    | Reg Parnell           | 5      |   |   | – | 3 | 2 |   | – | – |
| 11.    | Luigi Fagioli         | 4      |   |   |   | 4 |   |   |   |   |
| 12.    | Consalvo Sanesi       | 3      | 3 |   | – | – | – |   | – |   |
| 13.    | Louis Rosier          | 3      | – |   | 3 | – | – | – | – | – |
| 14.    | Andy Linden           | 3      |   | 3 |   |   |   |   |   |   |
| 15.    | Manny Ayulo           | 2      |   | 2 |   |   |   |   |   |   |
| 16.    | Jack McGrath          | 2      |   | 2 |   |   |   |   |   |   |
| 17.    | Toulo de Graffenried  | 2      | 2 |   |   | – |   | – | – | – |
| 18.    | Yves Giraud-Cabantous | 2      | – |   | 2 | – |   | – | – | – |
| 19.    | Bobby Ball            | 2      |   | 2 |   |   |   |   |   |   |
| Mjesto | Vozač                 | Bodovi |   |   |   |   |   |   |   |   |

- Juan Manuel Fangio je osvojio ukupno 37 bodova, ali samo 31 bod osvojen u četiri najbolje utrke se računao za prvenstvo vozača.
- Alberto Ascari je osvojio ukupno 28 bodova, ali samo 25 bodova osvojenih u četiri najbolje utrke su se računali za prvenstvo vozača.
- José Froilán González je osvojio ukupno 27 bodova, ali samo 24 boda osvojena u četiri najbolje utrke su se računala za prvenstvo vozača.
- Nino Farina je osvojio ukupno 22 boda, ali samo 19 bodova osvojenih u četiri najbolje utrke su se računali za prvenstvo vozača.
- Luigi Villoresi je osvojio ukupno 18 bodova, ali samo 15 bodova osvojenih u četiri najbolje utrke su se računali za prvenstvo vozača.

| Boja | Značenje                                                  |
| ---- | --------------------------------------------------------- |
| 5    | Osvojeni bodovi koji su se računali za prvenstvo vozača   |
| 5    | Osvojeni bodovi koji se nisu računali za prvenstvo vozača |
| –    | Vozač nije osvojio bodove u utrci                         |
|      | Vozač nije nastupao na utrci                              |

## Statistike
| Vozač                 | Postolja  | Postolja  | Postolja  | Prvo startno mjesto | Najbrži krug | Krugovi u vodstvu |
| Vozač                 | 1. mjesto | 2. mjesto | 3. mjesto | Prvo startno mjesto | Najbrži krug | Krugovi u vodstvu |
| --------------------- | --------- | --------- | --------- | ------------------- | ------------ | ----------------- |
| Juan Manuel Fangio    | 3         | 2         | -         | 4                   | 5            | 180               |
| Alberto Ascari        | 2         | 2         | -         | 2                   | -            | 99                |
| José Froilán González | 1         | 3         | 1         | 1                   | -            | 60                |
| Nino Farina           | 1         | -         | 3         | -                   | 2            | 73                |
| Lee Wallard           | 1         | -         | -         | -                   | 1            | 159               |
| Luigi Fagioli         | 1         | -         | -         | -                   | -            | -                 |
| Piero Taruffi         | -         | 1         | -         | -                   | -            | -                 |
| Mike Nazaruk          | -         | 1         | -         | -                   | -            | -                 |
| Luigi Villoresi       | -         | -         | 3         | -                   | -            | 2                 |
| Jack McGrath          | -         | -         | 1         | -                   | -            | 11                |
| Felice Bonetto        | -         | -         | 1         | -                   | -            | 1                 |
| Manny Ayulo           | -         | -         | 1         | -                   | -            | -                 |
| Duke Nalon            | -         | -         | -         | 1                   | -            | -                 |
| Jimmy Davies          | -         | -         | -         | -                   | -            | 25                |
| Cecil Green           | -         | -         | -         | -                   | -            | 5                 |

| Konstruktor              | Postolja  | Postolja  | Postolja  | Prvo startno mjesto | Najbrži krug | Krugovi u vodstvu |
| Konstruktor              | 1. mjesto | 2. mjesto | 3. mjesto | Prvo startno mjesto | Najbrži krug | Krugovi u vodstvu |
| ------------------------ | --------- | --------- | --------- | ------------------- | ------------ | ----------------- |
| Alfa Romeo               | 4         | 2         | 3         | 4                   | 7            | 254               |
| Ferrari                  | 3         | 5         | 4         | 3                   | -            | 161               |
| Kurtis Kraft-Offenhauser | 1         | 1         | 1         | 1                   | 1            | 175               |
| Pawl-Offenhauser         | -         | -         | -         | -                   | -            | 25                |

### Vodeći vozač u prvenstvu
U rubrici bodovi, prikazana je bodovna prednost vodećeg vozača ispred drugoplasiranog, dok je žutom bojom označena utrka na kojoj je vozač osvojio naslov prvaka.
| Utrka               | Vozač                          | Bodovi |
| ------------------- | ------------------------------ | ------ |
| VN Švicarske        | Juan Manuel Fangio             | 3      |
| Indianapolis 500    | Juan Manuel Fangio Lee Wallard | 0      |
| VN Belgije          | Nino Farina                    | 2      |
| VN Francuske        | Juan Manuel Fangio             | 1      |
| VN Velike Britanije | Juan Manuel Fangio             | 6      |
| VN Njemačke         | Juan Manuel Fangio             | 10     |
| VN Italije          | Juan Manuel Fangio             | 2      |
| VN Španjolske       | Juan Manuel Fangio             | 6      |

| Datum        | Naziv utrke                    | Staza            | Pobjednik vozač            | Pobjednik konstruktor |
| ------------ | ------------------------------ | ---------------- | -------------------------- | --------------------- |
| 11. ožujka   | I Syracuse Grand Prix          | Syracuse         | Luigi Villoresi            | Ferrari               |
| 26. ožujka   | XII Pau Grand Prix             | Pau              | Luigi Villoresi            | Ferrari               |
| 26. ožujka   | III Richmond Trophy            | Goodwood         | Prince Bira                | Maserati              |
| 22. travnja  | VI Gran Premio di Sanremo      | Ospedaletti      | Alberto Ascari             | Ferrari               |
| 29. travnja  | I Bordeaux Grand Prix          | Bordeaux         | Louis Rosier               | Talbot-Lago           |
| 5. svibnja   | III BRDC International Trophy  | Silverstone      | Reg Parnell                | Ferrari               |
| 20. svibnja  | V Grand Prix de Paris          | Bois de Boulogne | Giuseppe Farina            | Maserati              |
| 2. lipnja    | V Ulster Trophy                | Dundrod          | Giuseppe Farina            | Alfa Corse            |
| 21. srpnja   | I Scottish Grand Prix          | Winfield         | Philip Fotheringham-Parker | Maserati              |
| 22. srpnja   | II Grote Prijs van Nederland   | Zandvoort        | Louis Rosier               | Talbot-Lago           |
| 5. kolovoza  | XIII Grand Prix de l'Albigeois | Albi             | Maurice Trintignant        | Simca-Gordini         |
| 15. kolovoza | XX Circuito di Pescara         | Pescara          | José Froilán González      | Ferrari               |
| 2. rujna     | V Gran Premio di Bari          | Bari             | Juan Manuel Fangio         | Alfa Corse            |
| 29. rujna    | IV Goodwood Trophy             | Goodwood         | Giuseppe Farina            | Alfa Corse            |

| Logotip Zajedničkog poslužitelja | Zajednički poslužitelj ima još gradiva o temi Formula 1 - Sezona 1951. |

| Sezone Formule 1 | Sezone Formule 1 |
| --- | ---------------- |
| |                  |
| 1950. \| 1951. \| 1952. \| 1953. \| 1954. \| 1955. \| 1956. \| 1957. \| 1958. \| 1959. 1960. \| 1961. \| 1962. \| 1963. \| 1964. \| 1965. \| 1966. \| 1967. \| 1968. \| 1969. 1970. \| 1971. \| 1972. \| 1973. \| 1974. \| 1975. \| 1976. \| 1977. \| 1978. \| 1979. 1980. \| 1981. \| 1982. \| 1983. \| 1984. \| 1985. \| 1986. \| 1987. \| 1988. \| 1989. 1990. \| 1991. \| 1992. \| 1993. \| 1994. \| 1995. \| 1996. \| 1997. \| 1998. \| 1999. 2000. \| 2001. \| 2002. \| 2003. \| 2004. \| 2005. \| 2006. \| 2007. \| 2008. \| 2009. 2010. \| 2011. \| 2012. \| 2013. \| 2014. \| 2015. \| 2016. \| 2017. \| 2018. \| 2019. 2020. \| 2021. \| 2022. \| 2023. \| 2024. \| 2025. \| 2026. \| 2027. \| 2028. \| 2029. |                  |

| Sezone Formule 1 | Sezone Formule 1 |
| --- | ---------------- |
| |                  |
| 1950. \| 1951. \| 1952. \| 1953. \| 1954. \| 1955. \| 1956. \| 1957. \| 1958. \| 1959. 1960. \| 1961. \| 1962. \| 1963. \| 1964. \| 1965. \| 1966. \| 1967. \| 1968. \| 1969. 1970. \| 1971. \| 1972. \| 1973. \| 1974. \| 1975. \| 1976. \| 1977. \| 1978. \| 1979. 1980. \| 1981. \| 1982. \| 1983. \| 1984. \| 1985. \| 1986. \| 1987. \| 1988. \| 1989. 1990. \| 1991. \| 1992. \| 1993. \| 1994. \| 1995. \| 1996. \| 1997. \| 1998. \| 1999. 2000. \| 2001. \| 2002. \| 2003. \| 2004. \| 2005. \| 2006. \| 2007. \| 2008. \| 2009. 2010. \| 2011. \| 2012. \| 2013. \| 2014. \| 2015. \| 2016. \| 2017. \| 2018. \| 2019. 2020. \| 2021. \| 2022. \| 2023. \| 2024. \| 2025. \| 2026. \| 2027. \| 2028. \| 2029. |                  |